# Mistrzostwa Azji w Judo 1999
Mistrzostwa Azji w judo rozegrano w Wenzhou w Chinach w dniach 25-26 czerwca 1999 roku.

## Tabela medalowa
|     | Państwo          |   |   |   | Razem: |
| --- | ---------------- | - | - | - | ------ |
| 1.  | Chiny            | 6 | 3 | 3 | 12     |
| 2.  | Korea Południowa | 4 | 2 | 5 | 10     |
| 3.  | Korea Północna   | 3 | 1 | 0 | 4      |
| 4.  | Japonia          | 1 | 3 | 8 | 12     |
| 5.  | Iran             | 1 | 2 | 3 | 6      |
| 6.  | Uzbekistan       | 1 | 1 | 5 | 7      |
| 7.  | Turkmenistan     | 0 | 2 | 1 | 3      |
| 8.  | Chińskie Tajpej  | 0 | 1 | 3 | 4      |
| 9.  | Mongolia         | 0 | 1 | 1 | 2      |
| 10. | Kazachstan       | 0 | 0 | 2 | 2      |
| 11. | Kirgistan        | 0 | 0 | 1 | 1      |

## Mężczyźni
| Waga    | Złoto:            | Srebro:              | Brąz:                   | Brąz:                   |
| 60 kg   | Jung Bu-kyung     | Alisher Mukhtarov    | Tatsuaki Egusa          | Masud Hadżi Achundzade  |
| 66 kg   | Arasz Miresma’ili | Guwanç Nurmuhammedow | Mansur Jumayev          | Zhang Guangjun          |
| 73 kg   | Min Sung-ho       | Chaliuny Boldbaatar  | Egamnazar Akbarov       | Denis Korobkov          |
| 81 kg   | Kwak Ok-chol      | Kazem Sarichani      | Farkhod Turayev         | Kim Ki-su               |
| 90 kg   | Armen Bagdasarov  | Masaru Tanabe        | Alexey Alyapin          | Li Zhiqiang             |
| 100 kg  | Jang Sung-ho      | Khosrow Dalir        | Shigeru Kubota          | Mikhail Sokolov         |
| +100 kg | Hiroaki Takahashi | Pan Song             | Sejjed Mahmudreza Miran | Wiaczesław Bierduta     |
| open    | Pan Song          | Keigo Takamori       | Jang Sung-ho            | Sejjed Mahmudreza Miran |

## Kobiety
| Waga   | Złoto:         | Srebro:          | Brąz:             | Brąz:             |
| 48 kg  | Cha Hyon-hyang | Tomoe Makabe     | Jin Shujiao       | Yu Shu-chen       |
| 52 kg  | Kye Sun-hui    | Liu Yuxiang      | Kazue Nagai       | Jang Jae-sim      |
| 57 kg  | Wang Shuyan    | Ri Myong-hwa     | Ayako Okazaki     | Suzanna Akhmedova |
| 63 kg  | Sun Xiaofang   | Olesýa Nazarenko | Chigusa Minami    | Kim Hwa-soo       |
| 70 kg  | Choi Young-hee | Qin Dongya       | Nadežda Želtakowa | Saki Yoshida      |
| 78 kg  | Yin Yufeng     | Hsu Hui-yu       | Chika Teshima     | Lee So-yeon       |
| +78 kg | Zhang Qingli   | Kim Seon-young   | Kanae Suzuki      | Lee Hsiao-hung    |
| open   | Zhang Qingli   | Kim Seon-young   | Sambuu Dashdulam  | Lee Hsiao-hung    |